# Mysoria amra
Pour les articles homonymes, voir Amra.
Espèce
Mysoria amra est une espèce d'insectes lépidoptères (papillons) qui appartient à la famille des Hesperiidae, à la sous-famille des Pyrginae, à la tribu des Pyrrhopygini, et au genre Mysoria.

## Dénomination
Mysoria amra a été nommé par William Chapman Hewitson en 1871 sous le nom initial de Pyrrhopyga amra;
Synonyme : Amenis brasiliensis Mabille, 1903.

### Nom vernaculaire
Mysoria amra se nomme Blue-collared Firetip en anglais.

## Description
Mysoria amra est un papillon au corps trapu noir à tête bleu-vert aux flancs rayés de rouge et à l'extrémité de l'abdomen rouge. 
Les ailes sont de couleur bleu nuit à frange blanche.
Le revers est bleu nuit métallisé avec aux ailes postérieures une ligne jaune le long du bord costal et du bord externe.

## Écologie et distribution
Mysoria amra est présent au Mexique, au Guatemala, au Nicaragua, et au Brésil,,.

### Protection
Pas de statut de protection particulier.